# Josef Wyss (Bildhauer)

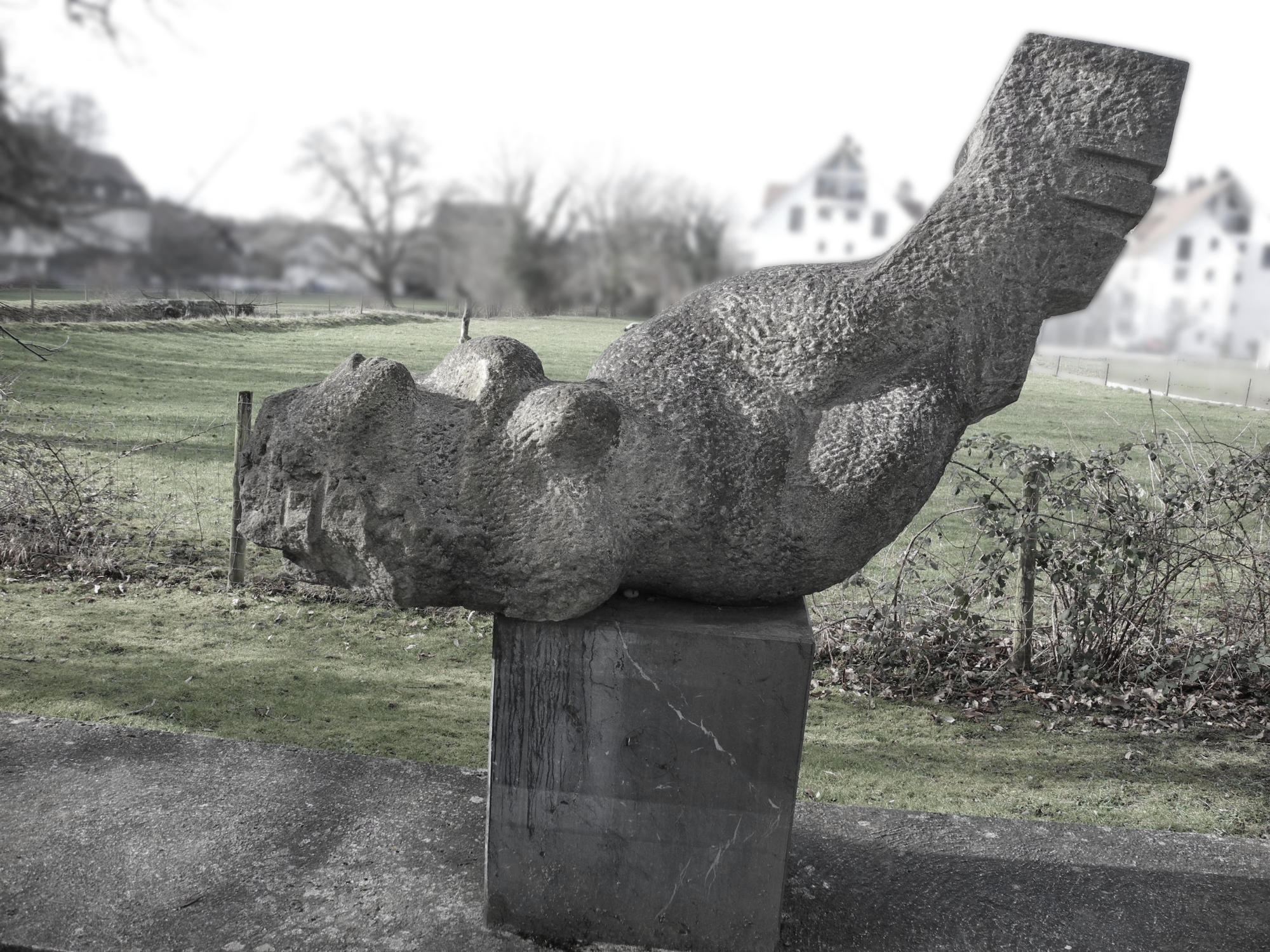
1989, Skulptur Metamorphose, Park der Villa am Aabach, Uster

Josef Wyss (* 27. November 1922 in Mühldorf am Inn; † 6. Dezember 2005 in Wetzikon) war ein Schweizer Bildhauer, Plastiker, Zeichner und Dichter. Er gehört zu den bedeutendsten Schweizer Bildhauern des 20. Jahrhunderts.

## Leben und Werk

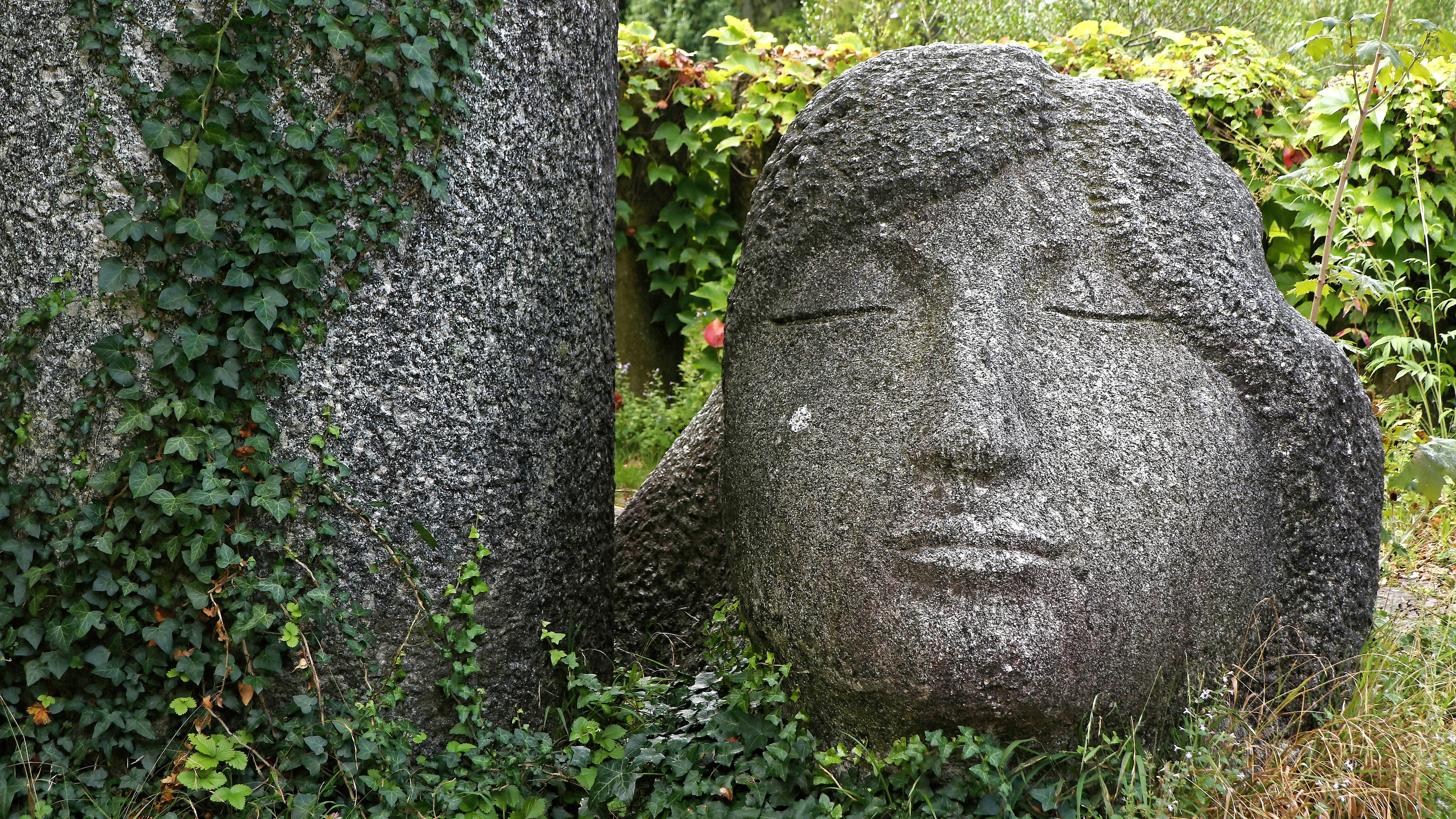
1976, Skulptur, Botanischer Garten Zürich

Josef Wyss absolvierte von 1946 bis 1950 bei Walter Meyer (1901–1989) eine Lehre zum Grab- und Bildhauer in St. Gallen und besuchte Kurse an der St. Galler Kunstgewerbeschule. Dort lernte er seine spätere Frau kennen, die Kunststickerin Heidi Buser. Von 1951 bis 1953 arbeitete er in verschiedenen Bildhauerwerkstätten. So bei Paul Speck, der ihm half, seinen eigenen Weg zu finden. Von Speck übernahm Wyss die Idee des in die Landschaft eingebetteten Brunnens und entwickelte sie weiter.
1954 zog Josef Wyss mit seiner Frau nach Zürich und arbeitete im eigenen Atelier in Mühlehorn. Mit den Skulpturen Bison und Frauenkopf  an der 1. Schweizerischen Bildhauerausstellung 1954 in Biel gelang ihm sein künstlerischer Durchbruch.
Wyss erhielt 1956 ein Stipendium von der Kiefer-Hablitzel-Stiftung und 1960 ein Eidgenössisches Kunststipendium. 1961 erhielt er ein Stipendium der Stadt Zürich und den Conrad-Ferdinand-Meyer-Preis. 1965 bekam Wyss nochmals ein Stipendium der Stadt Zürich und 1966 den Primo Piero Pagani «Fondazione Pagani»
Ab 1963 bis fast zu seinem Lebensende schuf Wyss auf dem Werkplatz am See in Zürich-Tiefenbrunnen seine grossen steinernen Figuren. Zudem unternahm er während diesen Jahren zahlreiche Studienreisen ins Ausland. Josef Wyss nahm von 1959 bis 1989 an internationalen Bildhauersymposien teil. Seine Werke sind u. a. in Kirchen und im öffentlichen Raum zu sehen.

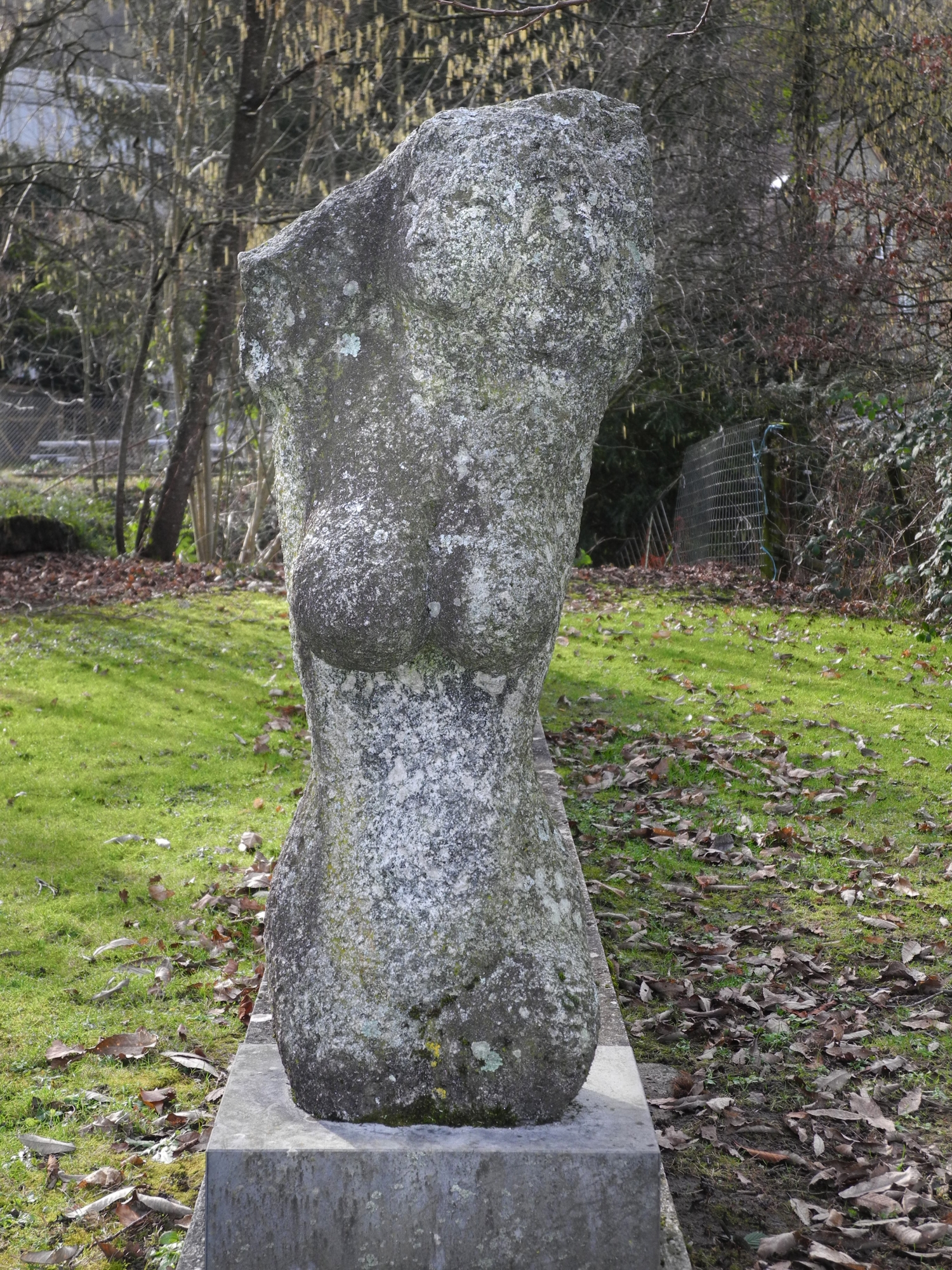
Frauentorso im Park der Villa am Aabach, Uster
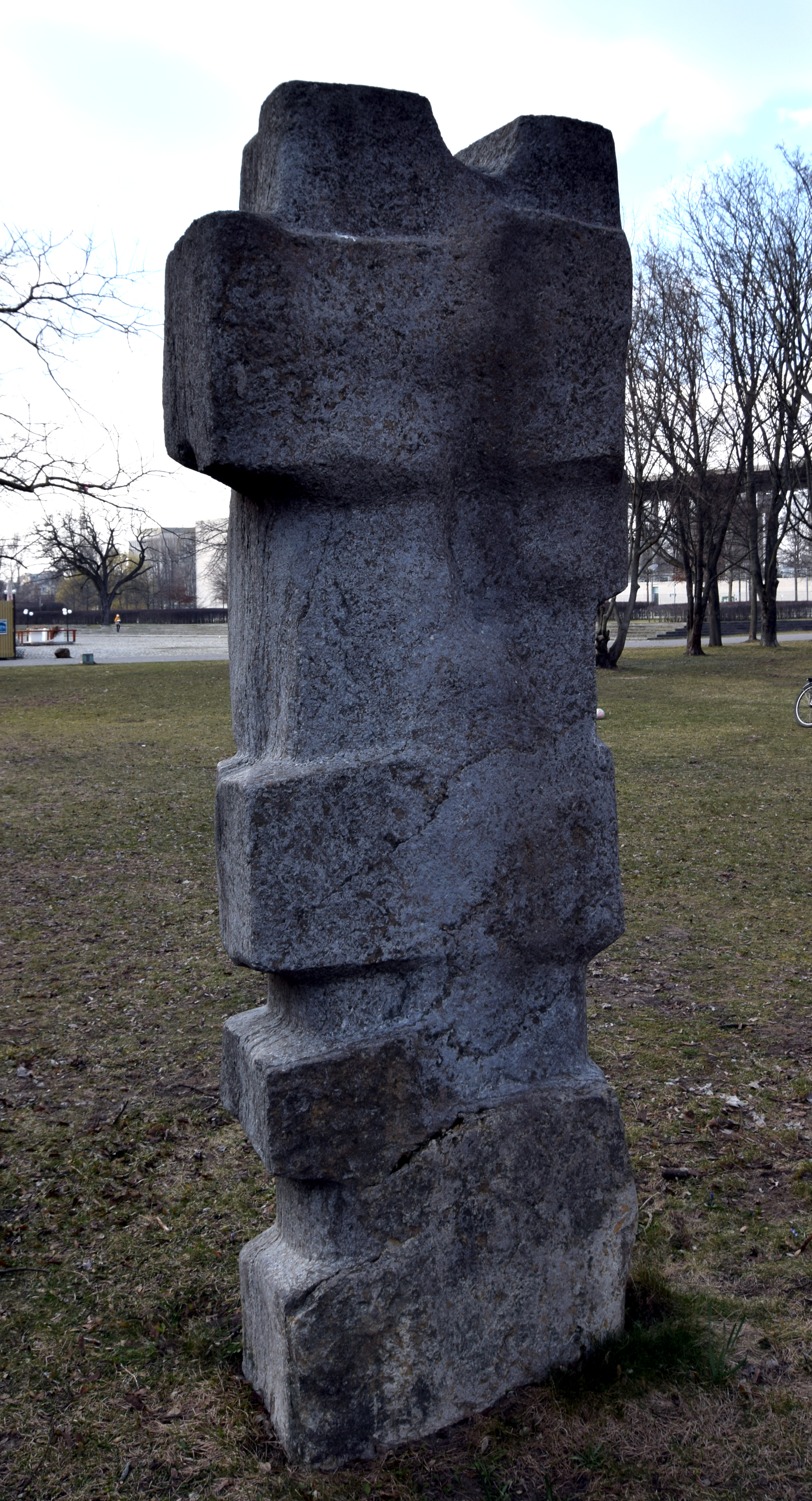
Stele. Symposion europäischer Bildhauer 1961/1963. Großer Tiergarten in Berlin.